# エンターテインメントパートナーズアジア
株式会社エンターテインメント・パートナーズ アジア（Entertainment Partners Asia）は、日本の映画製作に関する企業である。アメリカ合衆国・バーバンクにある「エンターテインメント・パートナーズ」社の経理ソフト（「EP Budgeting」ほか）を使用して映画の製作経理を請け負う会社である。代表取締役は製作経理の第一人者根津奈都子である。

## データ
- 名称 株式会社エンターテインメント・パートナーズ アジア
- 代表取締役 根津奈都子
- 所在地 東京都渋谷区神宮前3-38-7　小林ビル1-B

## 略歴・概要
2000年9月に設立した。従来、映画会社の撮影所や制作プロダクションの内部に存在する「製作経理」（production acounting）というパートに特化し、作品単位での請負事業を行う。「エンターテインメント・パートナーズ」社の経理ソフトの英語版は米国等では市販されているが、同ソフトの日本でのライセンスを受けて、日本での製作現状に即した製作経理を行っている。

## おもなフィルモグラフィ
- 不夜城 （1998年）
- リング2 （1999年）
- 黒い家 （1999年）
- 死国 （1999年）
- 冷静と情熱のあいだ （2001年）
- 陰陽師 （2001年）
- Dolls （2001年）
- ピンポン （2002年）
- ロスト・イン・トランスレーション （2002年）
- アカルイミライ（2002年）
- 座頭市（2003年）
- THE JUON/呪怨（2004年）
- さくらん（2006年）
- 怪談（2006年）
- シャッター（2007年）
- ヘブンズ・ドア（2009年）
- 罪とか罰とか（2009年）
- ヤッターマン（2009年）
- GOEMON（2009年）

## 註
1. 1 2 3  日活公式サイト内の記事「スタッフインタビューvol.20 製作経理 根津奈都子さん」の項の記述を参照。